# Kaštela
Kaštela (italienska: Castelli) är en stad i landskapet Dalmatien i Kroatien. Kaštela har 34 103 invånare och ligger i Split-Dalmatiens län. Egentligen är Kaštela en samling av sju mindre sammanbundna orter som ligger i ett bördigt område mellan städerna Split och Trogir.
Kaštela, som är plural av Kaštel (svenska: kastell, citadell), består av följande orter: 
- Kaštel Gomilica, 4 075 invånare
- Kaštel Kambelovac, 4 505 invånare
- Kaštel Lukšić, 4 880 invånare
- Kaštel Novi, 5 309 invånare
- Kaštel Stari, 6 448 invånare
- Kaštel Sućurac, 6 236 invånare
- Kaštel Štafilić, 2 650 invånare

I Kaštela ligger Splits flygplats som även kallas Resnik efter den stadsdel i Kaštela som ligger närmast flygplatsen.